# Biologija u 1796.
◄◄ | ◄ | 1793. | 1794. | 1795. | 1796.  | 1797. | 1798. | 1799. | ► | ►►
Arhitektura • Astronomija • Biologija • Glazba • Kazalište • Kemija • Kiparstvo • Knjige • Književnost • Kršćanstvo • Medicina • Politika • Pravo • Promet • Slikarstvo • Šport • Znanost
Biologija u 1796.

## Svijet

### Rođenja
- Vasilj Matvijovič Černjajev, ruski i ukrajinski botaničar († 1871.)

## Vanjske poveznice
|  | Zajednički poslužitelj ima još gradiva o temi Biologija |